# أرنالدو فريري
أرنالدو فريري هو عازف قيثارة وملحن برازيلي، ولد في 25 ديسمبر 1968 في ساو باولو في البرازيل.